# Liczby kwantowe

Dyskretne linie promieniowania emitowanego przez wodór w zakresie widzialnym – ewidentny dowód kwantowania energii elektronu w atomie. Gdyby energia nie była skwantowana, to wodór promieniowałby pełne widmo, jakie daje np. tęcza utworzona ze światła słonecznego.

Liczby kwantowe – liczby opisujące dyskretne wielkości fizyczne, np.:
- poziomy energetyczne cząstek[2], atomów, jąder atomowych, cząsteczek gazów, elektronów swobodnych czy w sieci krystalicznej itd.;
- inne wielkości jak pęd, moment pędu, spin, izospin i parzystość.

Pojęcie to pojawiło się w fizyce wraz z odkryciem mechaniki kwantowej. Prawie wszystkie wielkości fizyczne na poziomie cząstek i atomów podlegają zjawisku kwantowania, tzn. przyjmują ściśle określone, dyskretne wartości.

## Informacje ogólne
W półklasycznym modelu atomu Bohra elektron porusza się po orbitach mających ściśle określone, dyskretne wartości energii. Według współczesnego obrazu, jaki podaje mechanika kwantowa rozwiązując równanie Schrödingera, elektron w atomie przebywa w stanach kwantowych, które nie są przedstawiane jako orbity. Jednak i tu elektrony w atomie mogą przyjmować tylko stany o dyskretnych wartościach energii, określonych z dokładnością wyznaczoną przez zasadę nieoznaczoności. Dowodem słuszności takiego obrazu są dyskretne linie widmowe promieniowania, emitowanego przez pobudzony do świecenia gazowy wodór.
Inne doświadczenia pokazały, że dyskretne wartości przyjmują także inne wielkości, np. pęd, moment pędu, moment magnetyczny i spin. Kwantowaniu podlega nie tylko wartość wektora, ale też jego rzutu na wybraną oś.
Wobec takiego stanu rzeczy naturalnym pomysłem było ponumerowanie wszystkich możliwych wartości energii, pędu, momentu pędu itd. Te numery to właśnie liczby kwantowe.
W zależności od wielkości, którą opisują, liczby kwantowe mogą przyjmować wartości całkowite dodatnie (np. energia), całkowite dowolnego znaku (np. rzuty momentu pędu na wybrany kierunek) lub ułamkowe dowolnego znaku (np. rzuty spinu elektronu na wybrany kierunek).
Podanie odpowiedniego zestawu liczb kwantowych pozwala w pełni scharakteryzować stan atomu, jądra atomowego, cząsteczki czy układów bardzo złożonych, jakimi są np. ciała stałe, ciecze czy gazy. Właściwy opis układów fizycznych otrzymuje się w ramach mechaniki kwantowej. Fizyka cząstek elementarnych klasyfikuje cząstki na podstawie odpowiednich liczb kwantowych.
Symbole liczb kwantowych są ustalone tradycją.

## Liczby kwantowe elektronu w atomie
Stan elektronu w atomie wodoru lub w atomie wodoropodobnym (tj. mającym tylko jeden elektron) charakteryzują następujące liczby kwantowe:
- główna liczba kwantowa {\displaystyle n=1,2,3\dots } oznacza numer energii elektronu i przypisuje numer powłoce elektronowej,
- poboczna liczba kwantowa {\displaystyle l=0,1,\dots ,n-1} oznacza numer podpowłoki, do której przypisany jest elektron; pozwala obliczyć wartość orbitalnego momentu pędu ze wzoru {\displaystyle J=\hbar {\sqrt {l(l+1)}},} gdzie {\displaystyle \hbar } jest stałą Plancka podzieloną przez {\displaystyle 2\pi ,}
- magnetyczna liczba kwantowa {\displaystyle m_{l}=-l,\dots ,-1,0,1,\dots ,l} oznacza numer rzutu orbitalnego momentu pędu na wybraną oś; pozwala obliczyć wartość rzutu momentu pędu ze wzoru {\displaystyle J_{z}=m_{l}\hbar ,}
- spinowa liczba kwantowa {\displaystyle s} jest stałą liczbą dla danej cząstki; pozwala obliczyć wartość spinu cząstki ze wzoru {\displaystyle S=\hbar {\sqrt {s(s+1)}};} w przypadku elektronu {\displaystyle s=1/2,} stąd {\displaystyle S=\hbar {\sqrt {3}}/2,}
- magnetyczna spinowa liczba kwantowa {\displaystyle m_{s}=-s,-s+1\dots ,s-1,s} oznacza numer rzutu spinowego momentu pędu cząstki na wybrany kierunek zewnętrznego pola magnetycznego; w przypadku elektronu {\displaystyle s=1/2} i dlatego liczba ta przyjmuje dwie wartości {\displaystyle m_{s}=-1/2} oraz {\displaystyle m_{s}=1/2.}

## Liczby kwantowe układu wielu cząstek
Analogiczną symbolikę stosuje się do opisu stanu elektronu w atomie wieloelektronowym, ale tam liczby te nie są liczbami kwantowymi w sensie ścisłym (np. orbitalny moment pędu pojedynczego elektronu nie ma ścisłego sensu fizycznego). Małymi literami (l, s) oznacza się liczby kwantowe opisujące stan jednego elektronu. Liczby kwantowe opisujące stany wieloelektronowe oznacza się wielkimi literami (L, S).

## Operatory a liczby kwantowe
W formalizmie matematycznym mechaniki kwantowej liczby kwantowe numerują wartości własne i stany własne operatorów kwantowych, takich jak operator energii, operator pędu, momentu pędu, spinu itd. Wartości własne tych operatorów to energie, pędy, momenty pędu, spiny itd., które teoria przewiduje, biorąc pod uwagę dany układ kwantowy (np. atom, gaz złożony z takich samych atomów, ciało stałe). Dzięki mechanice kwantowej uzyskuje się wysoką zgodność przewidywań teorii z pomiarami.